# Divinas palabras
Divinas palabras, subtitulada Tragicomedia de aldea, es una de las obras teatrales más conocidas de Ramón María del Valle-Inclán, publicada en 1919. Supone la culminación de su ciclo mítico, con una estética que evidencia el esperpento.   
La obra remite a situaciones de crueldad pero tratadas en tono de tragicomedia. Lo trágico y lo grotesco se aúnan en una serie cuadros que remiten al Goya de Los disparates y de Los caprichos, exhibiendo una sinfonía de colores puesta en boca de una galería de personajes sórdidos y miserables. Está poblada de imágenes ancestrales de muerte, de avaricia y lujuria, pero formalmente se sitúa en una vanguardia expresionista. 
Se trata de la obra más universal del autor gallego, ya que es, con diferencia, la que más veces se ha llevado a escena fuera de España. Un total de 38 montajes en 18 países de Europa, América y Asia, 13 de ellos de habla no hispana. El autor y director de teatro Juan Guerrero Zamora escribió: «Se trata de la obra más excelsa que ha producido el teatro español desde el Siglo de Oro».

## Argumento
La acción gira alrededor de la familia de los Gailos, esto es, de la familia de Pedro Gailo, un sacristán de aldea. Está casado con Mari-Gaila y ambos son padres de una hija, Simoniña.
La hermana de Pedro Gailo, Juana Reina, muere, dejando huérfano y desamparado a Laureaniño, su hijo hidrocéfalo y algo monstruoso, con el que pedía limosna paseándolo de feria en feria para ganarse la vida. Sus familiares se disputan el hijo hidrocéfalo como herencia, pues lo consideran una valiosa fuente de ingresos si con él excitan la piedad popular. Compiten por él la hermana de la difunta, Marica, y los Gailos, que son los que se terminan de hacer cargo del «engendro».
Mientras Mari-Gaila se cita con su amante, Séptimo Miau, un grupo de personas emborracha en un bar al «baldadiño» hidrocéfalo hasta producirle la muerte, desencadenándose, a continuación, los acontecimientos dramáticos con que termina la obra.

## Representaciones más destacadas
La obra fue estrenada el 16 de noviembre de 1933 en el Teatro Español de Madrid, dirigida por Cipriano Rivas Cherif y con Margarita Xirgú, Enrique Borrás y Amalia Sánchez Ariño en los principales papeles.
En 1950 fue llevada a escena por Ingmar Bergman en Estocolmo.
En 1961, José Tamayo la dirige con Nati Mistral, Manuel Dicenta, Milagros Leal,  y Carlos Ballesteros en los papeles principales. José Tamayo la volvería a llevar a escena en 1969 con Mary Carrillo y Manuel Galiana entre otros y en 1998 con Kiti Manver, Pedro Mari Sánchez y Alicia Hermida en los papeles más destacados.
En 1963 fue dirigida por el mexicano Juan Ibáñez que la estrenaría en México, teatro El Caballito; posteriormente en 1964 en el Festival de Teatro de Nancy (Francia). 
En 1964 se presentó en Buenos Aires, dirigida por Jorge Lavelli y con María Casares en el papel de Mari Gaila.
En 1976 el argentino Víctor García la dirigió con Nuria Espert en el papel protagonista
José Carlos Plaza la ha dirigido en dos ocasiones: en 1987 para el grupo vasco Orain y en versión operística en 1997 con música de Antón García Abril, estrenada en el Teatro Real de Madrid.
En 1986, Jose Tamayo la vuelve a dirigir con un reparto que incluye a Nati Mistral, Manuel Gallardo, María Guerrero, Elisenda Rivas, Joaquín Molina, Juanjo Menéndez.
En 1998 Atalaya Teatro, con la dirección de Ricardo Iniesta, realiza un montaje que se mantendrá en gira hasta 2011 cerrando la misma en Pekín, tras recorrer más de 150 ciudades de diez países en cinco continentes.
En 2006 Gerardo Vera la dirige para el Centro Dramático Nacional con Elisabet Gelabert, Jesús Noguero y Fernando Sansegundo en los papeles principales.
En 2018 el Centro Dramático Galego la pone en escena por primera vez en gallego, bajo la dirección de Xesús Ron, con Manolo Cortés, Patricia de Lorenzo y Antón Concheiro en los roles principales. La función hace gira por Galicia y temporada en el Teatro Español de Madrid.
Un año más tarde se representa en el Teatro María Guerrero de Madrid, dirigida por José Carlos Plaza e interpretada por María Adánez, Javier Bermejo, Alberto Berzal, María Heredia, Chema León, Carlos Martínez-Abarca, Ana Marzoa, Diana Palazón, Luis Rallo, José Luis Santar y Consuelo Trujillo.
En 2020, el actor Rafael Álvarez «El Brujo» sube a los escenarios con el monólogo El alma de Valle-Inclán en la que desgrana tanto la vida del autor como el hilo argumental de Divinas palabras.
En 2024, Atalaya Teatro realiza una nueva versión que estrena en el Teatro Campoamor de Oviedo y se presenta en los Teatros del Canal de Madrid entre otros, encabezada por Silvia Garzón.

## Versiones cinematográficas
- Divinas palabras (México, 1977). Ficha técnica.

Adaptación: Juan Ibáñez. Director: Juan Ibáñez.
- Divinas palabras (España, 1987). Ficha técnica.

Adaptación: José Luis García Sánchez y Enrique Llovet. Director: José Luis García Sánchez.

## Versiones operísticas
- Divinas palabras (1992, estreno: Madrid: Teatro Real, 18 de octubre de 1997).

Libreto: Francisco Nieva. Música: Antón García Abril.